# Liste der Naturdenkmale in Aremberg
Die Liste der Naturdenkmale in Aremberg nennt die im Gemeindegebiet von Aremberg ausgewiesenen Naturdenkmale (Stand 19. Oktober 2013).

## Ehemalige Naturdenkmäler
| Nr. | Bezeichnung     | Lage                                               | Beschreibung                                                           | Bild |
| --- | --------------- | -------------------------------------------------- | ---------------------------------------------------------------------- | ---- |
|     | Illeenstammform | östlich von Aremberg, Distrikt Auf der Burg (Lage) | Rechtsverordnung aufgehoben, aufgegangen im Naturschutzgebiet Aremberg |      |